# Avril 1942 (guerre mondiale)
Chronologie de la Seconde Guerre mondiale
 Mars 1942 - Avril 1942 -  Mai 1942
- 7 avril : 
  - Les Néerlandais capitulent à Sumatra.
  - Les Américains capitulent aux Philippines.

- 8 avril :
  - La résistance polonaise informe Londres du gazage des Juifs à Chełmno.

- 9 avril :
  - Capitulation des troupes alliées de la presqu'île de Bataan : 76 000 prisonniers.

- 11-19 avril :
  - En Birmanie, Bataille de Yenangyaung pour les champs pétrolifères de cette ville. Les forces sino-britanniques réussissent à les détruire.

- 15 avril : 
  - La croix de George est attribuée à Malte par le roi George VI pour l'« héroïsme et la dévotion ».
  - Le général américain MacArthur est nommé commandant en chef des forces alliés dans le Pacifique.

- 17 avril :

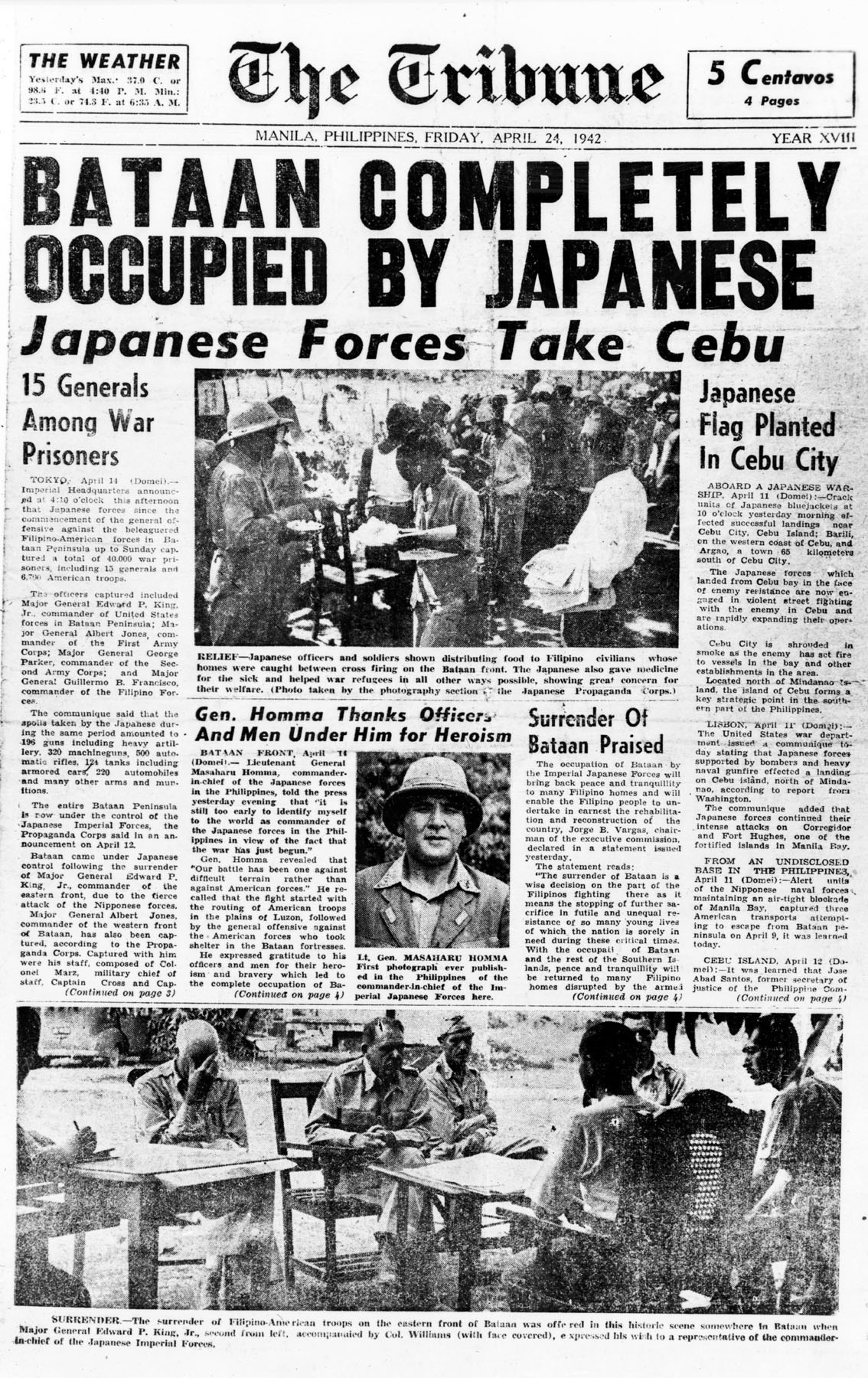
Gros titres d'un journal anglophone du 24 avril 1942. L'expansionnisme du Japon paraît irrésistible.

  - Évasion du général français Giraud de la forteresse de Königstein.

- 18 avril : 
  - Incursion d'une escadrille américaine de seize B-25 commandée par le colonel James H. Doolittle sur Nagoya, Tokyo et Yokohama.

- 19 avril :
  - Tentative d'attentat à Rennes contre Doriot : une grenade est lancée dans une salle où il s'exprime.

- 25 avril :
  - L’armée américaine débarque en Nouvelle-Calédonie, territoire déjà rallié à la France libre du général de Gaulle.

- 27 avril : 
  - Référendum sur la conscription au  Canada. Le pays vote oui à 63 % tandis que le Québec vote non à 71 %.

- 27 avril : 
  - Les Britanniques lancent une offensive aérienne contre Kiel avec 1 000 bombardiers.

- 29 avril
  - Bombardement de Rostock pendant huit nuits d'affilée.

- 30 avril
  - Hitler et Mussolini proposent d'envahir Malte le 10 juillet.